# Ouïgours de Ganzhou
848–1036
Entités précédentes :
- Khaganat ouïgour

Entités suivantes :
- Jiedushi de Dingnan (en)

Les Ouïgours de Ganzhou  (chinois simplifié : 甘州回鹘 ; pinyin : gānzhōu huíhú en référence à l'actuelle Zhangye, autrefois appelé Ganzhou), Ouïgours du Gansu ou Ouïgours de Hexi (河西回鹘, héxī huíhú (848 – 1036), en référence au Hexi), sont des Ouïghours, qui sont installés dans l'actuelle province du Gansu, à la chute du Khaganat ouïgour  (744 – 848). Les souverains se dénommaient eux-mêmes par le terme turco-mongol de Khagan (empereur). Pour cette raison, on l'appelle également Royaume Ouïgour de Ganzhou.